# Músculo mentoniano
El músculo borla del mentón o de la barba (Mentalis) es un músculo de la cara, en la barba, situado en el espacio triangular que delimita el músculo depresor del labio inferior a ambos lados de la línea media; entre la parte superior de la sínfisis y la eminencia mentoniana. Es par, pequeño y conoideo.
Se inserta por arriba en el maxilar inferior por debajo de las eminencias incisivas y la canina, debajo de las encías; por abajo, en la piel de la barbilla.
Lo inerva el séptimo par craneal o facial.
Función: levanta la piel del mentón.